# Actinocephalus ciliatus
Actinocephalus ciliatus är en gräsväxtart som först beskrevs av August Gustav Heinrich von Bongard, och fick sitt nu gällande namn av Paulo Takeo Sano. Actinocephalus ciliatus ingår i släktet Actinocephalus och familjen Eriocaulaceae. Inga underarter finns listade i Catalogue of Life.